# Marc Edwige
Marc Edwige (26 settembre 1986) è un calciatore francese di origini guianesi, difensore del Club Colonial e della Selezione della Guyana francese.

## Carriera

### Nazionale
Ha debuttato in Nazionale il 16 novembre 2012, in Guyana francese-Haiti (1-0). Ha messo a segno la sua prima rete con la maglia della Nazionale il 18 novembre 2012, in Guyana-Guyana francese (4-3), in cui ha siglato la rete del definitivo 4-3. Nel 2017 viene inserito nella lista dei convocati per la Gold Cup 2017.

## Statistiche

### Cronologia presenze e reti in nazionale
Aggiornato al 29 maggio 2023

| Cronologia completa delle presenze e delle reti in nazionale ― Guyana francese | Cronologia completa delle presenze e delle reti in nazionale ― Guyana francese | Cronologia completa delle presenze e delle reti in nazionale ― Guyana francese | Cronologia completa delle presenze e delle reti in nazionale ― Guyana francese | Cronologia completa delle presenze e delle reti in nazionale ― Guyana francese | Cronologia completa delle presenze e delle reti in nazionale ― Guyana francese | Cronologia completa delle presenze e delle reti in nazionale ― Guyana francese | Cronologia completa delle presenze e delle reti in nazionale ― Guyana francese |
| Data                                                                           | Città                                                                          | In casa                                                                        | Risultato                                                                      | Ospiti                                                                         | Competizione                                                                   | Reti                                                                           | Note                                                                           |
| ------------------------------------------------------------------------------ | ------------------------------------------------------------------------------ | ------------------------------------------------------------------------------ | ------------------------------------------------------------------------------ | ------------------------------------------------------------------------------ | ------------------------------------------------------------------------------ | ------------------------------------------------------------------------------ | ------------------------------------------------------------------------------ |
| 16-11-2012                                                                     | Saint George's                                                                 | Guyana francese                                                                | 1 – 0                                                                          | Haiti                                                                          | Qualificazioni alla Coppa dei Caraibi 2012                                     | -                                                                              | 89’                                                                            |
| 18-11-2012                                                                     | Saint George's                                                                 | Guyana                                                                         | 4 – 3                                                                          | Guyana francese                                                                | Qualificazioni alla Coppa dei Caraibi 2012                                     | 1                                                                              |                                                                                |
| 8-12-2012                                                                      | North Sound                                                                    | Giamaica                                                                       | 1 – 2                                                                          | Guyana francese                                                                | Coppa dei Caraibi 2012 - Fase a gironi                                         | -                                                                              | 58’                                                                            |
| 10-12-2012                                                                     | North Sound                                                                    | Cuba                                                                           | 2 – 1                                                                          | Guyana francese                                                                | Coppa dei Caraibi 2012 - Fase a gironi                                         | -                                                                              |                                                                                |
| 21-5-2014                                                                      | Caienna                                                                        | Guyana francese                                                                | 0 – 0                                                                          | Suriname                                                                       | Amichevole                                                                     | -                                                                              |                                                                                |
| 28-5-2014                                                                      | Paramaribo                                                                     | Suriname                                                                       | 1 – 0                                                                          | Guyana francese                                                                | Amichevole                                                                     | -                                                                              |                                                                                |
| 4-6-2014                                                                       | Oranjestad                                                                     | Aruba                                                                          | 0 – 2                                                                          | Guyana francese                                                                | Qualificazioni alla Coppa dei Caraibi 2014                                     | -                                                                              | 12’                                                                            |
| 3-9-2014                                                                       | Bayamón                                                                        | Grenada                                                                        | 1 – 1                                                                          | Guyana francese                                                                | Qualificazioni alla Coppa dei Caraibi 2014                                     | -                                                                              |                                                                                |
| 6-9-2014                                                                       | Bayamón                                                                        | Porto Rico                                                                     | 1 – 2                                                                          | Guyana francese                                                                | Qualificazioni alla Coppa dei Caraibi 2014                                     | -                                                                              |                                                                                |
| 7-9-2014                                                                       | Bayamón                                                                        | Guyana francese                                                                | 0 – 0                                                                          | Curaçao                                                                        | Qualificazioni alla Coppa dei Caraibi 2014                                     | -                                                                              |                                                                                |
| 9-10-2014                                                                      | Port-au-Prince                                                                 | Haiti                                                                          | 2 – 2                                                                          | Guyana francese                                                                | Qualificazioni alla Coppa dei Caraibi 2014                                     | -                                                                              |                                                                                |
| 10-10-2014                                                                     | Port-au-Prince                                                                 | Guyana francese                                                                | 1 – 2                                                                          | Haiti                                                                          | Qualificazioni alla Coppa dei Caraibi 2014                                     | -                                                                              |                                                                                |
| 12-10-2014                                                                     | Port-au-Prince                                                                 | Barbados                                                                       | 0 – 2                                                                          | Guyana francese                                                                | Qualificazioni alla Coppa dei Caraibi 2014                                     | -                                                                              | 75’                                                                            |
| 12-11-2014                                                                     | Montego Bay                                                                    | Cuba                                                                           | 1 – 1                                                                          | Guyana francese                                                                | Coppa dei Caraibi 2014 - 1º Turno                                              | -                                                                              |                                                                                |
| 13-11-2014                                                                     | Montego Bay                                                                    | Trinidad e Tobago                                                              | 4 – 2                                                                          | Guyana francese                                                                | Coppa dei Caraibi 2014 - 1º Turno                                              | -                                                                              |                                                                                |
| 25-2-2016                                                                      | Remire-Montjoly                                                                | Guyana francese                                                                | 2 – 3                                                                          | Suriname                                                                       | Amichevole                                                                     | -                                                                              |                                                                                |
| 30-3-2016                                                                      | Remire-Montjoly                                                                | Guyana francese                                                                | 3 – 0                                                                          | Cuba                                                                           | Qualificazioni alla Coppa dei Caraibi 2017                                     | -                                                                              |                                                                                |
| 7-6-2016                                                                       | Santo Domingo                                                                  | Rep. Dominicana                                                                | 2 – 1                                                                          | Guyana francese                                                                | Qualificazioni alla Coppa dei Caraibi 2017                                     | -                                                                              | 49’ 53’                                                                        |
| 18-6-2017                                                                      | Remire-Montjoly                                                                | Barbados                                                                       | 3 – 0                                                                          | Guyana francese                                                                | Amichevole                                                                     | -                                                                              |                                                                                |
| 20-11-2018                                                                     | Remire-Montjoly                                                                | Guyana francese                                                                | 2 – 1                                                                          | Guyana                                                                         | CONCACAF Nations League 2019-2020 - Qualificazioni                             | -                                                                              | 69’                                                                            |
| 16-4-2022                                                                      | Caienna                                                                        | Guyana francese                                                                | 2 – 1                                                                          | Guyana                                                                         | Amichevole                                                                     | -                                                                              | 61’                                                                            |
| 18-4-2022                                                                      | Caienna                                                                        | Guyana francese                                                                | 1 – 2                                                                          | Guyana                                                                         | Amichevole                                                                     | -                                                                              | 45’                                                                            |
| 19-11-2022                                                                     | Paramaribo                                                                     | Suriname                                                                       | 1 – 3                                                                          | Guyana francese                                                                | Amichevole                                                                     | -                                                                              | 45’                                                                            |
| 23-2-2023                                                                      | Caienna                                                                        | Guyana francese                                                                | 0 – 1                                                                          | Martinica                                                                      | Amichevole                                                                     | -                                                                              | 51’                                                                            |
| 25-2-2023                                                                      | Remire-Montjoly                                                                | Guyana francese                                                                | 2 – 2                                                                          | Martinica                                                                      | Amichevole                                                                     | -                                                                              | 66’                                                                            |
| 23-3-2023                                                                      | Remire-Montjoly                                                                | Guyana francese                                                                | 1 – 1                                                                          | Rep. Dominicana                                                                | CONCACAF Nations League 2022-2023 - Fase a gironi                              | -                                                                              | 83’                                                                            |
| 28-3-2023                                                                      | Città del Guatemala                                                            | Guatemala                                                                      | 4 – 0                                                                          | Guyana francese                                                                | CONCACAF Nations League 2022-2023 - Fase a gironi                              | -                                                                              | 73’                                                                            |
| Totale                                                                         |                                                                                | Presenze                                                                       | 27                                                                             |                                                                                | Reti                                                                           | 1                                                                              |                                                                                |